# Siward van Rochester
Siward (? - 30 oktober 1075) was abt van Chertsey (voor 1058) en bisschop van Rochester tussen 1058 en 1075. Tijdens zijn episcopaat vond de Normandische invasie plaats, die er onder meer voor zorgde dat aartsbisschop Stigand in 1070 werd afgezet. Als een van de weinige Angelsaksische bisschoppen kon hij evenwel zijn zetel behouden en was hij aanwezig bij de consecratie van aartsbisschop Lanfranc en bij diens hervormingsconcilie in 1072. Hoewel zijn episcopaat niet negatief werd ervaren, bleek het bisdom bij zijn dood in 1075 in bijzonder slechte staat, een situatie die pas zou worden opgelost met het aantreden van zijn opvolgers Arnost, die slechts een half jaar bisschop was, en Gundulf.